# A Bank of England bankjegyei
Anglia és Wales területén csak a Bank of England bankjegyei számítanak törvényes fizetőeszköznek. Ennek ellenére Skóciában és Észak-Írországban, valamint Jerseyn, Guernseyn, a Man-szigeten, Gibraltáron, Szent-Ilonán, és a Falkland-szigeteken is elfogadják.

## Története
A Bank of England az Egyesült Királyság központi bankja, és egyike annak a nyolc banknak, amely bankjegykibocsátási joggal bír az országban. 1694 óta bocsát ki bankjegyeket. A banknak nem volt mindig monopoljoga a pénzkibocsátásra Anglia és Wales területén. A XIX. század közepéig a Egyesült Királyságban és Észak-Írországban működő magánbankok is szabadon nyomhattak bankjegyeket.

### Tartományi bankjegykibocsátások
A bankjegykibocsátás jogának korlátozása 1708-1709-ben kezdődött, mikor a parlament elfogadta azt a törvényt, amely megtiltotta hat vagy annál több főből álló csoportoknak, hogy bankot alapítson, és bankjegyet hozzon forgalomba. A tilalom kikerülése miatt azonban számos tartományi bank ennél a taglétszámnál kevesebbbel működött, így továbbra is került forgalomba tartományi angol és walesi bank által forgalomba hozott fizetőeszköz.

### Aranyhiány
A hétéves háború (1756–1763) és a franciaországi háborúk miatt fellépett aranyhiány hatással volt a tartalékkészletre is, fogyatkozóban volt az aranytartalék, aminek hatására megszorítások köszöntött be az országban. Ennek következtében a bank gyakran képtelen volt ígérvényeire aranyat kiadni, így elkezdett alacsonyabb, 1 és 2 fontos címleteket kibocsátani. Az aranyhiány miatt több bankjegykibocsátó pénzintézet kivonult a piacról, s így az ő bankjegyeik értéktelenné váltak. Ennek hatására csökkent a bankjegyek iránti bizalom.

### A bankjegykibocsátás szigorítása
Az állam bankárairól szóló 1826-os törvény enyhített az 1709-es szabályozáson, és megengedte a tőkeegyesítéssel létrehozott, hat tagnál többel működő, London határaitól 65 mérföldnél messzebb fekvő bankoknak is, hogy papírpénzt hozzanak forgalomba. A törvény a Bank of Englandnek is lehetőséget biztosított, hogy a nagyobb tartományi városokban is irodákat nyisson, és jobban közkézen foroghassanak a bankjegyei.

### A törvényes fizetőeszköz bevezetése
Az 1833-as bankjegytörvény elfogadásával először az 5 fontnál nagyobb névértékű papírpénzeknek adott törvényes fizetőeszközi jogokat a parlament Angliában és Walesben. Ezzel hatásosan sikerült garantálni a bankjegyek értékét, és visszaállítani a bankjegyek iránti közbizalmat háború és válság idején is. Az 1954-es érme- és bankjegytörvény a törvényes fizetőeszköz fogalmát a tízshillingesre és az egyfontos papírpénzre is kiterjesztette. Ez a törvény már Skóciát is magába foglalta, így itt is törvényes fizetőeszköznek minősültek az 5 font alatti címletek. A Bank of London tízshillingesét 1969-ben kivonták a forgalomból, az egyfontos pedig 1988 óta nincs használatban. Ezáltal jogi érdekességnek számít, hogy Skóciának nincs hivatalos papír fizetőeszköze. (A skót bankjegyek sem az 1833-as, sem az 1954-es törvényben nem szerepelnek).

### A bankjegy-kibocsátás kizárólagos joga
Az 1844-es bankkiváltság-törvény indította el azt a folyamatot, amelynek végén a Bank of England megkapta a kizárólagos bankjegy-kibocsátási jogot. A törvény értékelmében új bank nem nyomtathatott papírpénzt, és az addigi kibocsátók nem bővíthették a kínálatot. Ennek következtében ezek a bankok az összeolvadások és bezárások során eltűntek, és velük együtt a bankjegy-kibocsátási joguk is. Az utolsó magánbankjegy-kibocsátó, a North and South Wales Bank 1908-ban zárt be. Az utolsó angol magánbankjegyet 1921-ben hozta forgalomba a Fox, Fowler and Company, egy somerseti bank. Manapság a Bank of England Anglia és Wales teljes területén rendelkezik kizárólagos bankjegykibocsátási joggal.

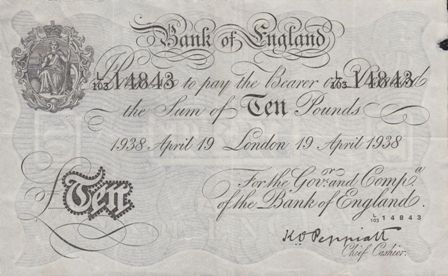
A Bank of England klasszikus 1938. április 19-i kibocsátású "fehér" 10 fontosa, mérete 211 X 133 mm.

### Pénznyomtatás
A papírpénzeket eredetileg kézzel írták, bár 1725-től már voltak nyomtatott példányok is, amelyeket a pénztárosnak szintén érvényesítenie, alá kellett írnia, és ezt követően kerülhetett forgalomba. 1855-től teljes mértékben nyomtatással állítják elő a bankjegyeket, amelyek érvényességének nem feltétele a bank dolgozójának aláírása. 1928-ig minden bankjegy "Fehér bankjegy" volt, amelyre feketével nyomtattak, a hátoldala pedig üres maradt, méretük az ötfontostól az ezerfontosig egységesen 211 X 133 mm. A 20. század folyamán az ilyen bankjegyek 5, 10, 20, 50, 100, 200, 500 és 1000 font közötti névértékekben kerültek forgalomba, de a 18. és a 19. században még 1, 2, 15, 25, 30, 40, 60, 70, 80, 90 és 300 fontos címletekben is nyomtattak "Fehér bankjegyeket".

### 1928-2007 közötti bankjegyek
A bank először 1928. november 22-én bocsátott ki 10 shillinges és 1 fontos bankjegyet, amikor a Bank of England átvette vette ezek felelősségét a Kincstártól, ami először ebben a címletekben három nappal az 1914-es hadüzenet adott ki, azzal a céllal, hogy az arany érméket kivonja a forgalomból.
1921-ben jogilag is megerősítették a Bank of England kizárólagos bankjegy-kibocsátási jogát Anglia és Wales területére. Ez az 1844-es bankkiváltság-törvény elfogadásával kezdődött folyamat utolsó állomását jelentette. Ez csökkentette a más bankok papírpénz-kibocsátási jogát.
Az első színes bankjegyeket 1928-ban adták ki. Ezek voltak az első olyan bankjegyek, amelyek mindkét oldalán volt nyomtatás. Az első világháború elején az ország kormánya 1 fontos és 10 shillinges kincstári bankjegyeket bocsátott ki, amivel az sovereign és a félsovereign aranyveretű pénzeket akarta kiszorítani a forgalomból. A második világháború idején megfordultak a folyamatok, mert ekkor a háborús időszakban nem növelték a pénzkínálatot, hanem a hamisítási verseny, a Bernhard-művelet csökkentendő kivonták a nagyobb (10, 20, 50, 100, 200, 500 és 1000 fontos címletek) névértékű pénzeket a forgalomból.
| Névérték             | Hátoldali kép                 | Kibocsátás            | Forgalomból kivonás  |
| -------------------- | ----------------------------- | --------------------- | -------------------- |
|                      |                               |                       |                      |
| D sorozat            |                               |                       |                      |
| £1                   | Sir Isaac Newton              | 1978. február 9.      | 1988. március 11.    |
| £5                   | Arthur Wellesley              | 1971. november 11.    | 1991. november 29.   |
| £10                  | Florence Nightingale          | 1975. február 20.     | 1994. május 20.      |
| £20                  | William Shakespeare           | 1970. július 9.       | 1993. március 19.    |
| £50                  | Sir Christopher Wren          | 1981. március 20.     | 1996. szeptember 20. |
| E sorozat            |                               |                       |                      |
| £5                   | George Stephenson             | 1990. június 7.       | 2003. november 21.   |
| £10                  | Charles Dickens               | 1992. április 29.     | 2003. július 31.     |
| £20                  | Michael Faraday               | 1991. június 5.       | 2001. február 28.    |
| £50                  | Sir John Houblon              | 1994. április 20.     | 2014. április 30.    |
| Felújított E sorozat |                               |                       |                      |
| £5                   | Elizabeth Fry                 | 2002. május 21.       | 2017. május 5.       |
| £10                  | Charles Darwin                | 2000. november 7.     | 2018. február 22.    |
| £20                  | Sir Edward Elgar              | 1999. június 22.      | 2010. június 30.     |
| F sorozat            |                               |                       |                      |
| £20                  | Adam Smith                    | 2007. március 13.     | forgalomban 2022-ig  |
| £50                  | Matthew Boulton és James Watt | 2011. november 2.     | forgalomban 2022-ig  |
| G sorozat            |                               |                       |                      |
| £5                   | Sir Winston Churchill         | 2016. szeptember 13.. | forgalomban          |
| £10                  | Jane Austen                   | 2017. szeptember 14.  | forgalomban          |
| £20                  | J. M. W. Turner               | 2020. február 20.     | forgalomban          |
| £50                  | Alan Turing                   | 2021. június 23.      | forgalomban          |

2005-től a bankjegyeket Andrew Bailey főpénztárnok írja alá.
Az 1960-ban kiadott C-sorozat óta az összes bankjegyen II. Erzsébet brit királynő balra néző arcképe szerepel. Rejtett vízjelként pedig jobbra néz. A legutóbbi kiadásokon körbe szerepel az EURion csillagkép. 1970-től vezették be azt a szokást, hogy a bankjegyek hátoldalán egy történelmi alak arcképe szerepel. Az előző sorozaton Sir Isaac Newton (£1), Arthur Wellesley (£5), Florence Nightingale (£10), William Shakespeare (£20), Sir Christopher Wren (£50), George Stephenson (£5), Charles Dickens (£10) és Michael Faraday (£20) szerepelt.
A Bank of England D-sorozatába tartozó egyfontos bankjegy nyomtatását 1984 óta nem folytatja, a helyét egy évvel korábban az egyfontos érme vette át. A papírpénzt 1988-ban vonták ki a forgalomból.
A kivonás dátumától függetlenül a Bank of England minden papírpénzt elfogad, és helyette mai törvényes fizetőeszköznek minősülő bankjegyet vagy érmét ad. A legtöbb esetben azonnal átváltják, azonban azokat a címleteket, melyeket a németek meghamisítottak, azokat hitelesíttetni kell. A gyakorlatban a legtöbb bank saját ügyfelétől elfogadja a legtöbb bankjegyet, melyet később maga fog eljuttatni a Bank of Englandhez.
Minden forgalomból kivont bankjegyet a Bank of Englandnál átváltják ma használatos papírpénzre és érmére. Legtöbbször ez a helyszínen történik, azonban a németek által hamisított bankjegyeket hitelesíteni kell. A gyakorlatban a kereskedelmi bankok a legtöbb bankjegyet elfogadják az ügyfeleiktől és a Bank of Englanddel közösen megegyeznek velük.
A bankrendszerben használnak nagyobb címletű bankjegyeket is – általában az egy és 100 millió fontos bankjegyeket használják, hogy elfogadható legyen a Skóciában és Észak-Írországban kibocsátott bankjegy is. Ezek általában különösebb díszítés nélkül kiállított váltók, és a mindennapi kereskedelembe soha nem kerülnek ki.

### 2007-2016 (F-sorozat)
2006. október 29-én a Bank of England vezetősége bejelentette, hogy az új F-sorozat beharangozó tagjaként 2007 tavaszán forgalomba hozza az új 20 fontost, amely a híres skót közgazdászt, Adam Smitht fogja ábrázolni. A fokozott biztonsági védelemmel ellátott bankjegy 2007. március 13-án került forgalomba.
2007. március 13-án került sor az új F-sorozat első tagjának a kibocsátására. Ez az új 20 fontos volt, amely Adam Smitht ábrázolja A munkamegosztás a gombostűgyártásban mellett. Ez fogja felváltani az E sorozat Edgartot megjelenítő bankjegyét.
Bank of England 2011. november 2-án új 50 fontos bankjegyet bocsátottak ki. A bankjegyen Matthew Boulton és James Watt képe szerepel.

### 2016 óta (G-sorozat)
2016-ban új polimer alapú bankjegyeket vezetett be a Bank of England. Először az 5 és a 10, majd három évvel később a 20 és az 50 font sterlinges bankjegyeket cserélték le.

### 2024 III. Károly-sorozat (módosított G-sorozat)
A Bank of England 2022. szeptember 22-én jelentette be, hogy 2022 év végen bemutatásra kerülnek a módosított G-sorozat bankjegyei, amelyeken III. Károly király portréja váltja II. Erzsébetét. Az új 5, 10, 20 és 50 fontosok csak az uralkodóportréban fognak eltérni a jelenlegiektől, a bankjegyek megjelenése ezen kívül változatlan marad. A III. Károly portrés, módosított G-sorozat bankjegyei 2024 közepétől kerülnek forgalomba, a korábbi II. Erzsébet portrés polimer bankjegyek változatlanul forgalomban maradnak természetes elhasználódásukig.

## A jelenleg forgalomban lévő bankjegyek (G-sorozat)
| Névérték | Előoldal | Hátoldal | méret                 | szín                                              |                   | Előlap                     |
| -------- | -------- | -------- | --------------------- | ------------------------------------------------- | ----------------- | -------------------------- |
| 5 font   |          |          | 125 x 65 mm (polimer) | szürke és türkíz (papír), kék és türkiz (polimer) | Winston Churchill | II. Erzsébet brit királynő |
| 10 font  |          |          | 132 x 69 mm (polimer) | barna és narancs                                  | Jane Austen       | II. Erzsébet brit királynő |
| 20 font  |          |          | 139 x 73 mm (polimer) | lila                                              | J. M. W. Turner   | II. Erzsébet brit királynő |
| 50 font  |          |          | 146 x 77 mm (polimer) | narancs és vörös                                  | Alan Turing       | II. Erzsébet brit királynő |

## Névértékek

### 10 shilling (10/-)

#### A-sorozat
A Bank of England az első 10 shillinges, azaz fél font sterling névértékű, 138 x 78 mm méretű bankjegyét 1928. november 22-én hozta forgalomba. Előoldalán balra a Bank of England címere, Britannia trónon ülő nőalakja, pajzzsal, méhkaptárral, egyik kezében olajág, másikban lándzsa, jobbra értékjelzés számmal és betűvel (10 SHILLINGS), középen, alul kör alakú vízjelmező. Gót betűs és kézírást imitáló feliratok. Hátoldal: jobb és baloldalon egy-egy stilizált, akantuszlevelektől keretezett értékjelzés (10/-). Biztonsági elemek: metszetmélynyomtatás, vízjel (sisakos Britannia profilból és hullámvonalak). 1928 és 1940 között vörösesbarna színben nyomtatták őket (Series A 1st Issue), három aláírás változatuk létezett, Cyril Patrick Mahon (1882-1945) főpénztáros (1925-1929), Basil Gage Catterns (1886-1969) főpénztáros (1929-1934), és Kenneth Oswald Peppiatt (1893-1983) főpénztáros (1934-1949) szignójával. 1940 és 1948 között, változatlan dizájnnal, de a biztonsági elemeket fémszállal kiegészítve már lila színben készültek, megelőzendő az esetleges német hamisítási kísérleteket, mint háborús szükségkibocsátás (Series A Wartime Emergency Issue). 1948. június 17-től rövid ideig ismét a háború előtti vörösesbarna színben, fémszál nélkül  nyomtatták a 10 shillingeseket (Series A 2nd Issue), K.O. Peppiatt szignójával. Azonban már 1948. október 25-től  bevezették a 10 shillinges vörösesbarna, de fémszállal ellátott változatát (Series A 3rd Issue), ennek három aláírás változata létezett, K.O. Pepiatt, Percival Spencer Beale (1906-1981) főpénztáros (1949-1955), és Leslie Kenneth O'Brien (1908-1995) főpénztáros (1955-1962) szignójával. 1962. október 29-én vonták ki a forgalomból.

#### C-sorozat
Az eredeti kinézetet 1961-ben a C-sorozat bevezetésével II. Erzsébet brit királynő arcképe váltotta fel, miután hozzájárulását adta portréjának a pénzeken történő megjelenéséhez. A 10 shillinges forgalomból történt kivonására az ötven pennys érme 1969. október 14-i bevezetése után került sor.

#### D-sorozat
A D-sorozatban szintén tervezték egy polychrom (többszínű) alapon barna, 121 x 62 mm méretű 10 shillinges címlet bevezetését, ezen az értékjelzést az 1971-es valutareformra készülve 50 pennyre módosították. A még 1964-ben jóváhagyott tervezet előoldalára a királynő, a hátoldalra pedig Sir Walter Raleigh képmása került. A bankjegyek nyomtatása is megindult J.S. Fforde főpénztáros (1966-1970) szignójával, azonban végül a Bank of England elállt a kibocsátásuktól. Az elkészült bankjegyeket megsemmisítették, helyettük inkább az 50 pennys érme került bevezetésre. Egy A23 838691 sorozatszámú fennmaradt példány ismert, a magas sorozatszámból arra következtethetünk, hogy több millió példány készülhetett. A D-sorozat tervezője, Harry Eccleston a széria címleteire három hasonló, de részleteiben eltérő II. Erzsébet portrét szánt, a 10 shillinges/50 pennys esetében a királynő a térdszalagrend (Order of the Garter) díszruháját viseli, a hozzá tartozó tollas kalappal, az 1 és 5 fontos esetén szintén a díszruhát, de IV. György koronájával (George IV State Diadem), a 10, 20 és 50 fontos esetében az uralkodó IV. György koronáját viseli, de már egy teljesen más ruhával.

### £1
A Bank of England első egyfontos névértékű bankjegye 1797. február 26-án, Thomas Raikes elnöksége alatt, Ifjabb William Pitt első kormánya idején, a kisebb névértékű pénzek iránt a francia forradalmi háború támasztotta keresletre adott válaszként, az aranyból készült érmék lecserélésére hozták forgalomba.
1845-öt követően a Bank of England első egyfontos bankjegye 1928. november 22-én jelent meg. Ez Britannia rajzolt képét ábrázolja. Ez szerepel 1694 óta a bank által kiadott bankjegyeken. Az uralkodó szín a zöld. Az ezt megelőző bankjegyektől eltérően ezen és a tíz shillingesen nem jelölték a kiadás évszámát, a forgalomba kerülésének idejére a pénztáros aláírásából lehetett következtetni. 1940-ben alkalmaztak először fém biztonsági csíkot, s a háború idejére sárgásbarna alapon kékre változtatták a bankjegy színét. A papírpénz eredeti mintázatát 1960-ban a C-sorozat bevezetésével lecserélték. II. Erzsébet ekkor járult hozzá, hogy portréja szerepeljen a pénzeken. 1978-ban bocsátották ki a D-sorozatnak azt a tagját, amelynek hátoldalán Sir Isaac Newton portréja látható. 1983-ban bevezették az egyfontos érmét, s ezt követően – 1988 nyarán – kivonták ezt a papírpénzt a forgalomból.

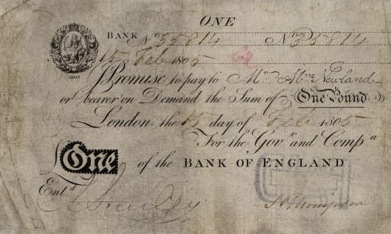
A Bank of England fehér 1 fontos bankjegye 1805-ből. A típust 1797. március 2-től 1826-ig bocsátották ki, a dizájn közben többször változott. Mérete: 200 x 113 mm.

### £2
A Bank of England az elő két fontos bankjegy nyomtatását 1797. február 26-án Thomas Raikes elnöksége alatt, Fiatalabb Pitt első kormánya idején, a kisebb névértékű pénzek iránt a francia forradalmi háború támasztotta keresletre adott válaszként, az aranyból készült érmék lecserélésére kezdték el. A későbbiekben ennek előállítását abbahagyták.

### £5

#### Fehér sorozat
A Bank of England az első 5 fontos bankjegyet 1793-ban hozta forgalomba. Ezzel az akkor relatíve kisebb címletű, de mai vásárlóértéken nagyjából 500 eurót érő bankjegyekkel a francia forradalmi háborúk kitörését követően felmerült nagy készpénz keresletet kívánták kielégíteni. Ezt megelőzően a 10 fontos volt a legkisebb kibocsátott címlet. A Bank of England londoni központja mellett az angol vidéki nagyvárosokban lévő fiókjai is bocsátottak ki fehér font bankjegyeket. Az 1793-as később fehér ötfontos néven elhíresült, 195 x 120 mm méretű, fehér, igen összetett vízjellel ellátott papírra, csak az előoldalon fekete festékkel nyomtatott típus lényegében változatlan formában 1946-ig forgalomban maradt.  1945 és 1957 között azonos nyomattal, nagyobb, 211 x 133 mm-es méretben a fehér sorozat egy fémszállal ellátott változatát bocsátották ki.

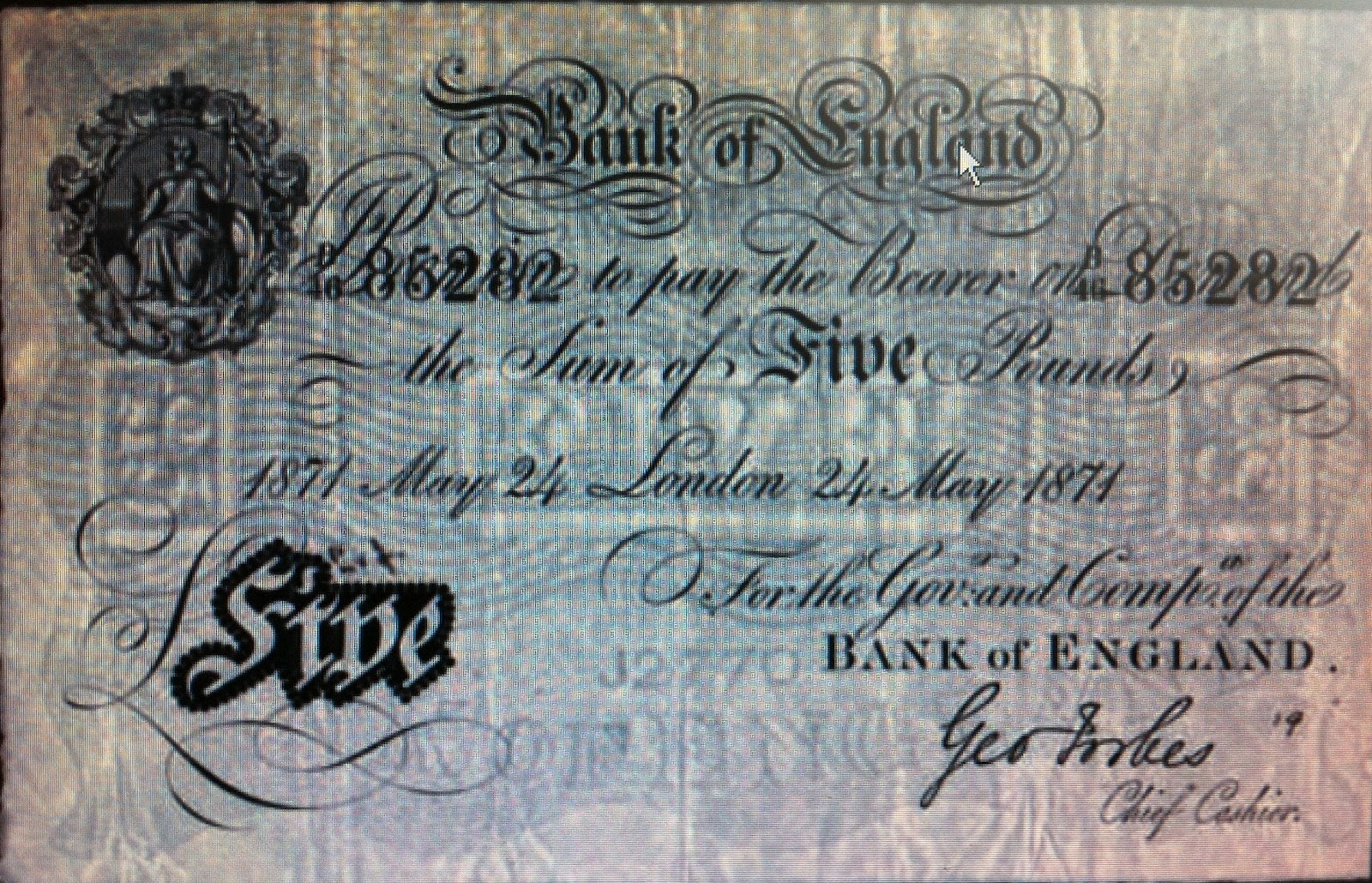
A Bank of England 1871-es kibocsátású 5 fontos bankjegye, George Forbes főpénztáros (1866-1873) aláírásával. Mérete: 195 x 120 mm.
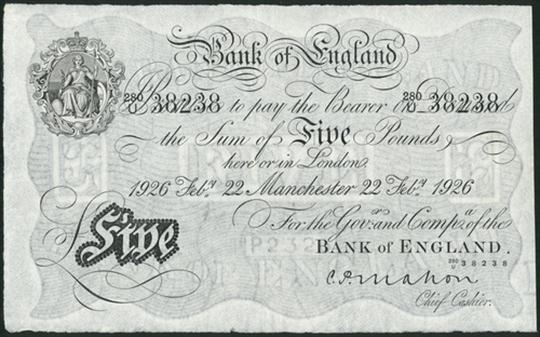
A Bank of England 1926-os kibocsátású fehér 5 fontosa Cyril Patrick Mahon főpénztáros (1925-1929) aláírásával.
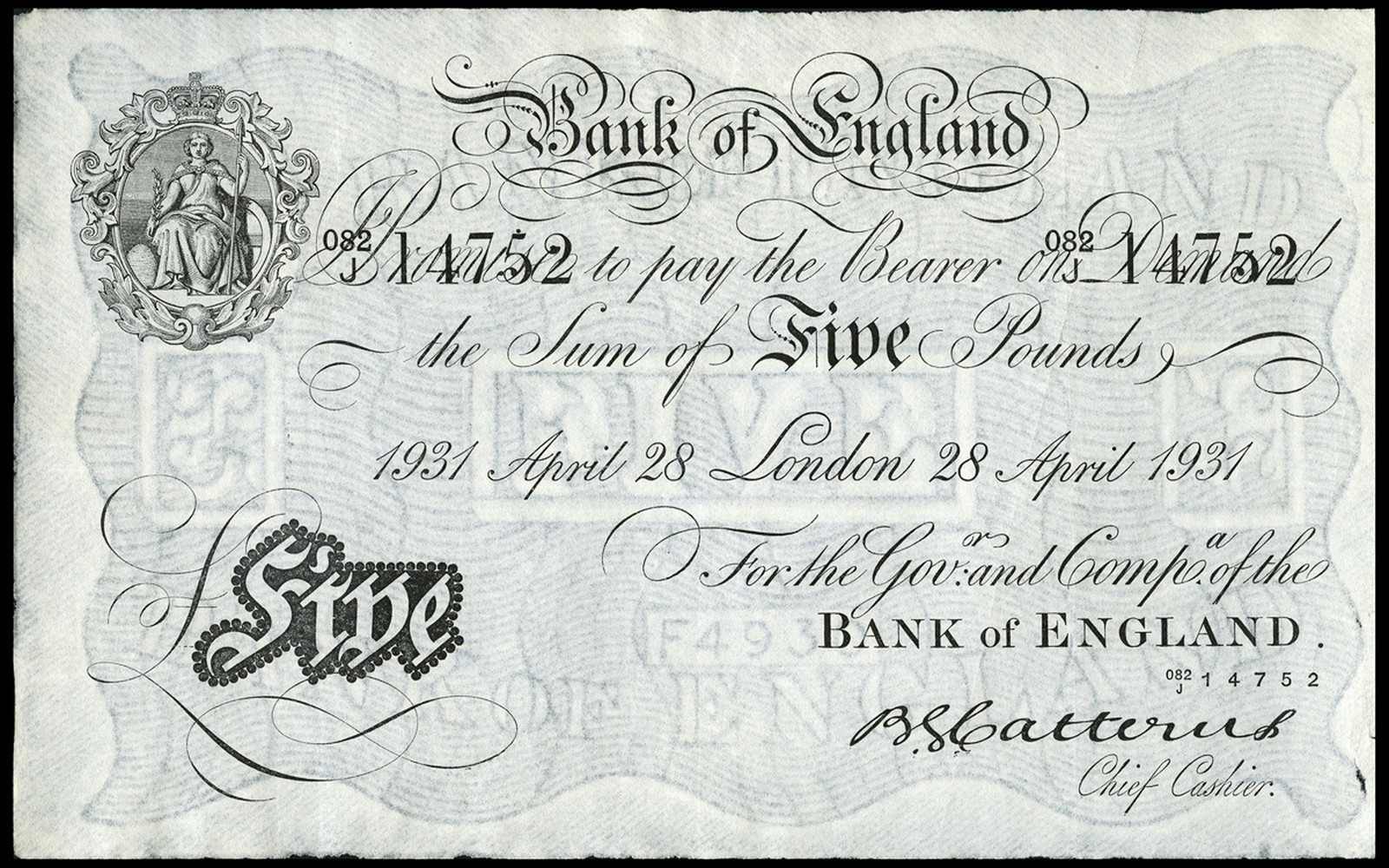
A Bank of England 1931-es kibocsátású fehér 5 fontosa Basil Gage Catterns főpénztáros (1929-1934) aláírásával.
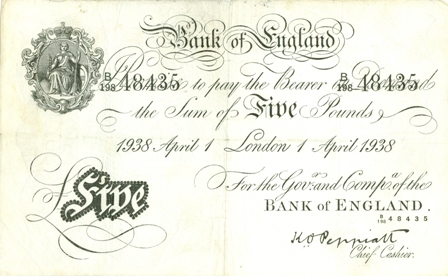
A Bank of England 1938-as fehér 5 fontosának előoldala Kenneth Oswald Peppiatt főpénztáros (1934-1949) aláírásával. Mérete: 195 X 120 mm.
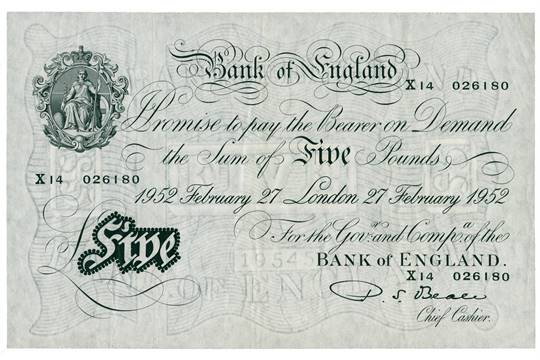
A Bank of England 1952-es kibocsátású 5 fontosa, három kis méretű sorozatszámmal, és a vízjel mellett fémszállal ellátva, P. S. Beale főpénztáros (1949-1955) aláírásával. Mérete nagyobb volt, mint a korábbiaké, 211 x 133 mm.
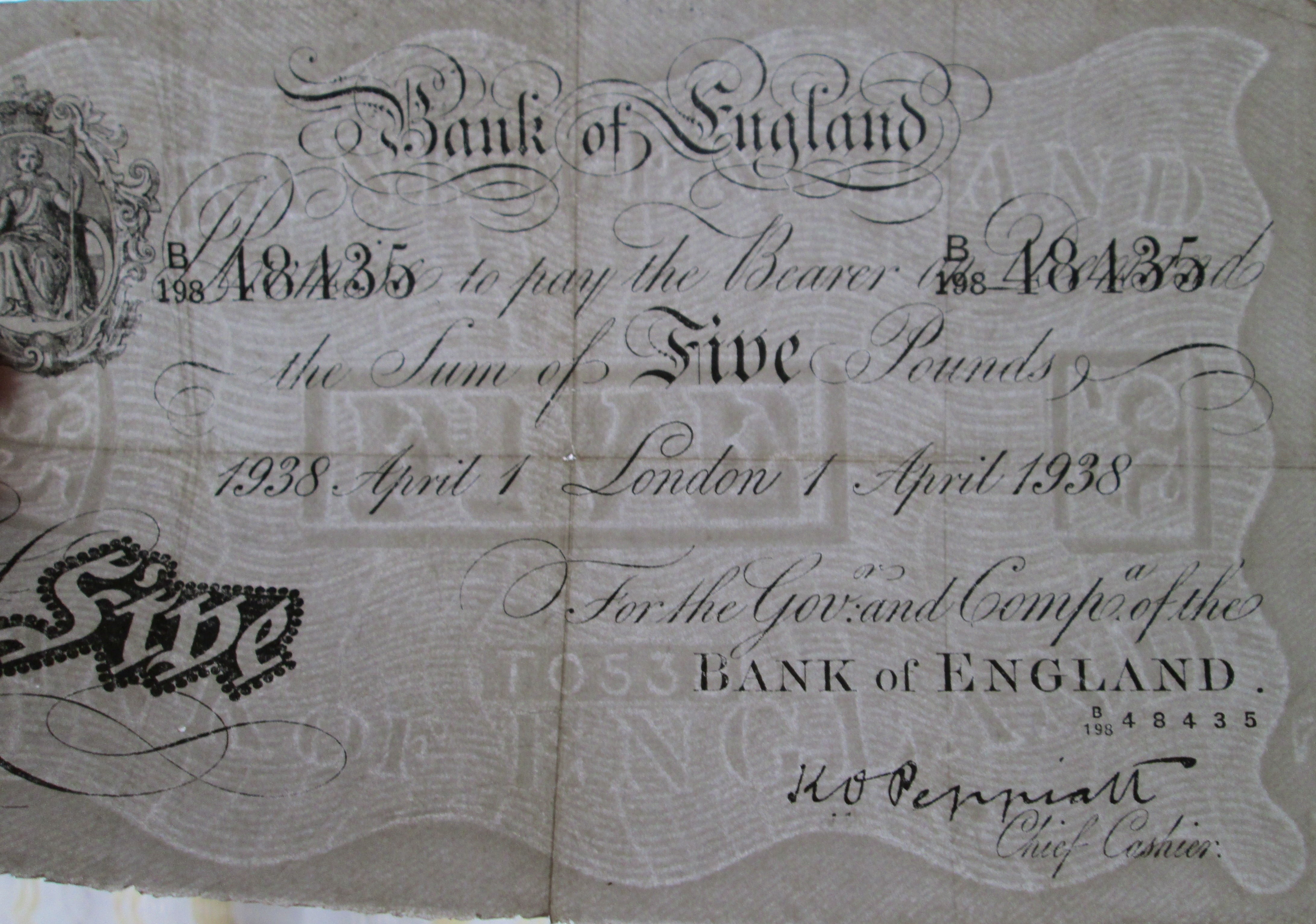
A Bank of England fehér sorozata bankjegyeinek különleges biztonsági elemét jelentette a rendkívül bonyolult, összetett, gyakorlatilag a teljes felületre kiterjedő vízjel.

#### B-sorozat
1957-ben került forgalomba a hivatalosan B-sorozatúnak nevezett, 158 x 90 mm méretű, rendkívül elegánsra sikerült, első modern 5 fontos. Ez előoldalán ógörög korinthoszi típusú hoplita sisakot viselő Britanniát, hátoldalán kulcsot tartó brit oroszlánt ábrázolt. Alapszíne kék, de az előoldal rendkívül gazdag polychrom (többszínű) alapnyomattal rendelkezett. Biztonsági elemek: fémszál, vízjel (hoplita sisakos Britannia profilból és hullámvonalak), metszetmélynyomtatás, polychrom alapnyomat, mikroírás. Két változatban készült, 1957 és 1960 között a hátoldal £5 értékjelzése sötétkék alapon sötétkék színű, 1961 és 1963 között azonban a hátoldali £5 értékjelzés sötétkék alapon fehér. 1967. június 27-ig volt forgalomban. Egyetlen aláírás változata létezett, Leslie Kenneth O'Brien (1908-1995) főpénztáros (1955-1962), később a Bank of England kormányzója (1966-1973) szignójával.

#### C-sorozat
1963 és 1971 között bocsátották ki a C-sorozat 140 x 85 mm méretű, kék színű 5 fontosát melyen először szerepelt II. Erzsébet portréja. Az uralkodói képmást Robert Austin készítette, magát a címletet Reynlods Stone tervezte. A hátoldal trónon ülő Britanniát ábrázolt. 1963 február 21. és 1973. augusztus 31. között volt forgalomban. Három aláírás változata létezett: Jasper Quintus Hollom (1917-2014) főpénztáros (1962-1966), John Standish Fforde (1921-2000) főpénztáros (1966-1970), és John Brangwyn Page (? – 2005) főpénztáros (1970-1980) szignójával.

#### D-sorozat
1971. november 11-től bocsátották ki a D sorozatba tartozó 5 fontost, melynek mérete 145 x 78 mm volt. Kék és színes offszet alapon fekete metszetmélynyomtatással készült előoldalán II. Erzsébet Harry Eccleston, a D-sorozat tervezője által készített portréja és Niké, a győzelem kétlovas harci szekeret hajtó ógörög istennője szerepelt. Szürke alapszínű hátoldalán Wellington hercege és csatajelenet ábrázolása látható. Három aláírás változata létezik, John Brangwyn Page (?-2005) főpénztáros (1971-1980), David Henry FitzRoy Somerset (1930-2014) főpénztáros (1980-1988), és George Malcolm Gill (1934- ) főpénztáros (1988-1991) szignójával. A bankjegyek hátoldala először hasonlóan az előoldalukhoz, metszetmélynyomtatással készült, de még J.B. Page hivatali ideje alatt egy egyszerűbb, litografált változatot vezettek be, ezt a bankjegyek hátoldalának bal alsó sarkában egy kis méretű L betű jelezte. A D.H.F. Sommerset szignó esetében kétféle, egy vékony és egy vastagabb fémszálat is használtak. Ugyancsak D.H.F. Sommerset hivatali ideje alatt kis mennyiségben hibás, aláírás nélküli bankjegyek kerültek forgalomba. 1990-ig bocsátották ki, 1991. november 29-én vonták be.

#### Későbbi kibocsátások
1990. június 7-én került forgalomba az E sorozat ötfontos névértékű bankjegye, a Bank által kibocsátott jelenlegi legkisebb névértékű papírpénz. Az E sorozat (más néven történelmi sorozat) tagjának színe eltér az előbbiektől. Ez türkizkék színben jelent meg. Ezen felül olyan biztonságtechnikai megoldásokat is alkalmaztak, melyek megnehezítik a bankjegy fénymásolását és számítógépes feldolgozását. Ennek a sorozatnak az ötfontosa a hátoldalán George Stephenson szerepelt, de 2002. május 21-én ezt egy új, E sorozatbeli társa váltotta, amit már Elizabeth Fry, a börtönök megreformálója díszít. Az első néhány millió nyomatot megsemmisítették, mikor észrevették, hogy Stephensonnak nem a pontos halálozási évszámát nyomtatták rá. A Fryjal megjelent bankjegyekből is többet ki kellett vonni a forgalomból, mivel a sorozatszám tintáját le lehetett dörzsölni. 2003. október 21-én a Stephensonnal díszített ötfontost kivonták a forgalomból, ami az akkor forgalomból lévő 211 millió darabból 54 milliót tett ki. 2016-ban a Bank of England új, polimer 5 fontost bocsátott ki, előoldalán a korábbi két széria portréjával azonos II. Erzsébet ábrázolással, hátoldalán pedig Winston Churchill képmásával. Mérete azonban jóval kisebb 125 x 65 mm lett. Az Elizabeth Fry típusú 5 fontost 2017. május 5-én kivonták a forgalomból.

### £10
Az első tízfontos bankjegyet 1759-ben nyomtatták, mikor a francia háború miatt aranyhiány lépett fel az országban. A címletek a második világháborút követő kivonása után a C sorozat tagjaként az 1964-ben tűnt fel ismét. Ez volt a barna, előoldalán II. Erzsébet portréját, hátoldalán pedig egy stilizált, kulcsot tartó oroszlánt ábrázoló tízfontos, mérete: 151 x 93 mm. Az 1975-ben bevezetett D sorozathoz tartozó tagja Florence Nightingale (1820-1910) ápolónő képét mutatja a hátoldalon, miközben a krími háborúban dolgozik, mérete 151 x 85 mm volt. Ezt az 1990-es években bevezetett, az E sorozathoz tartozó pénz váltotta fel, ahol az uralkodó szín a barna helyett a narancssárga lett. Az E sorozathoz tartozó első pénz hátoldalán Charles Dickens és A Pickwick Klubból egy kép van. Ezt a bankjegyet 2003 júliusában kivonták a forgalomból. Az E sorozatba tartozó, 2000-ben kibocsátott második nyomaton Charles Darwin, a hajója, egy madár, egy nagyító alatt lévő virág és A fajok eredete szerepel. 2017-ben a Bank of England új, polimer 10 fontost vezetett be, előoldalán II. Erzsébet korábbi két szériával azonos portréja, hátoldalán Jane Austin ábrázolása látható, mérete jóval kisebb lett elődjénél, 132 x 69 mm.

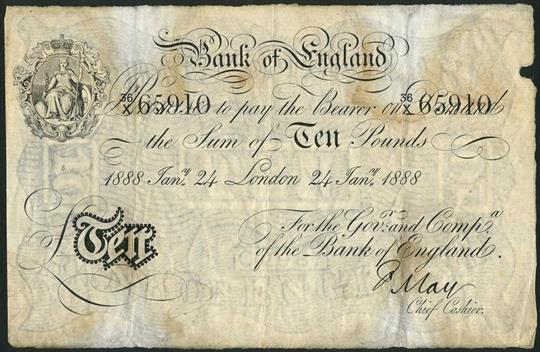
A Bank of England 1888-as kibocsátású fehér 10 fontosa Frank May főpénztáros aláírásával. Mérete: 211 x 133 mm.
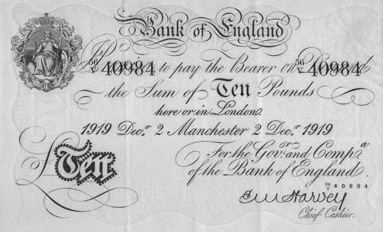
A Bank of England manchesteri fiókja (branch office) által 1919-ben kibocsátott 10 fontos bankjegy,  Ernest Musgrave Harvey (1867-1955) főpénztáros (1918-1925) aláírásával.
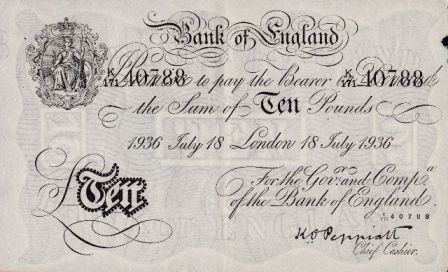
A Bank of England 1936-os kibocsátású fehér 10 fontosa Kenneth Oswald Peppiatt főpénztáros aláírásával. Mérete: 211 X 133 mm.

### £20
A II. világháborút követően a 20 fontos névértékű bankjegy egészen az 1970-es években megjelent D sorozatig nem volt forgalomban. A címlet uralkodó színe a lila. A D sorozat húszfontosa William Shakespeare-t és a Rómeó és Júlia erkélyjelenetét mutatja be. 1992-ben ezt váltotta le az E sorozat első darabja, amin Michael Faraday fizikus és a Royal Institutionban tartott előadásának egy képe szerepel. 1999-re nagyon megnőtt a címlet másolatainak száma, így ez volt az első olyan címlet, ahol bevezették az E sorozat második képét. Ennek előlapján vastagabb a címlet száma, a hátoldalán pedig Sir Edward Elgar zeneszerző és a worcesteri székesegyház látható. A húszfontos bankjegyről volt köztudott az, hogy a többihez képest viszonylag többet hamisítottak. A 290 000 2007-ben észlelt hamisítás közül 276 000 ilyen névértékű volt.
2006 februárjában a bank bejelentette, hogy új terveket vár a címlet kinézetére. A győztes pályázat a skót Adam Smitht ábrázoló terv lett, a háttérben pedig egy tűgyár látható. Ez az intézmény sarkallta Smith gazdasági elképzeléseinek papírra vetésére. Smith az első skót, aki a Bank of England által kibocsátott bankjegyen szerepel. Ez előtt a közgazdász már szerepelt a skót Clydesdale Bank ötven fontos bankjegyén. A húszfontos bankjegyen szereplő ábra két okból keltett ellenérzéseket: ez az első eset, hogy egy angol bankjegyen skót szerepel – ami egy hagyomány végét jelenti – és az arculatváltásra Edgar születésének 150. évfordulóján került sor. Utóbbi miatt több közrendi képviselő nyújtott be indítványt, melyben azt kérték, hogy halasszák el a címlet új képének bevezetését. Az új bankjegy 2007. március 13-án került forgalomba.
A korábbi bankjegyet, amin Sir Edward Elgar szerepelt, 2010. június 30-án vonták ki a forgalomból.

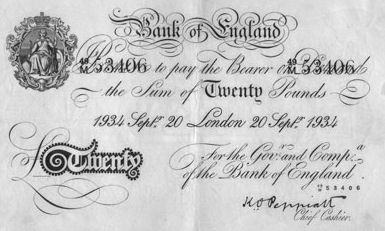
A Bank of England 1934-es kibocsátású fehér 20 fontos bankjegye, mérete 211 x 133 mm.

2020. február 20-án bocsátották ki a 20 fontos polimer alapú bankjegyet.

### £50
Az ötven fontos címlet kibocsátása 1943 után szünetelt, csak 1981-ben indult újra, amikor is a D sorozat tagjaként megjelentették a hátoldalán Christopher Wren építészt és fő művét, a Szent Pál székesegyházat ábrázoló bankjegyet. 1994-ben ez volt az E sorozat utolsóként bevezetett tagja, melynek hátoldalára a Bank of England első kormányzóját, Sir John Houblont tették. A Bank of England 2011. november 2-án új 50 fontos bankjegyet bocsátottak ki, melyen bankjegyen Matthew Boulton és James Watt képe szerepel.

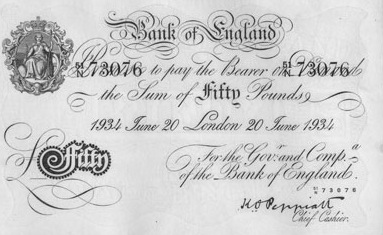
A Bank of England 1934-es kibocsátású fehér 50 fontos bankjegye, mérete 211 x 133 mm.

### £100, £200, £500, £1000
A Bank of England korábban rendszeresen bocsátott ki 100, 200, 500 és 1000 fontos címleteket is. Ezek a fehér font sorozatba tartozó, nagy méretű, 211 x 133 mm-es bankjegyek voltak. A 200 fontos kibocsátása 1928-ban, a 100, 500 és 1000 fontos címleteké pedig 1943-ban szűnt meg. Az 1000 fontosokból összesen csak 63 darab nem került visszaváltásra, de ezek közül jelenleg csak 24 példány megléte ismert, a többi valószínűleg megsemmisült, elveszett.

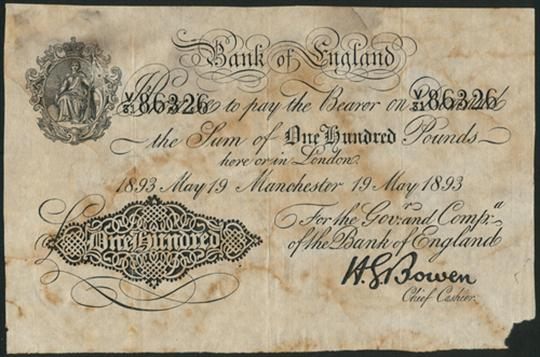
A Bank of England 1893-as, ritka, Manchesterben kibocsátott (branch office) 100 fontos bankjegye, Horace George Bowen (1841-1902) fópénztáros (1893-1902) aláírásával.
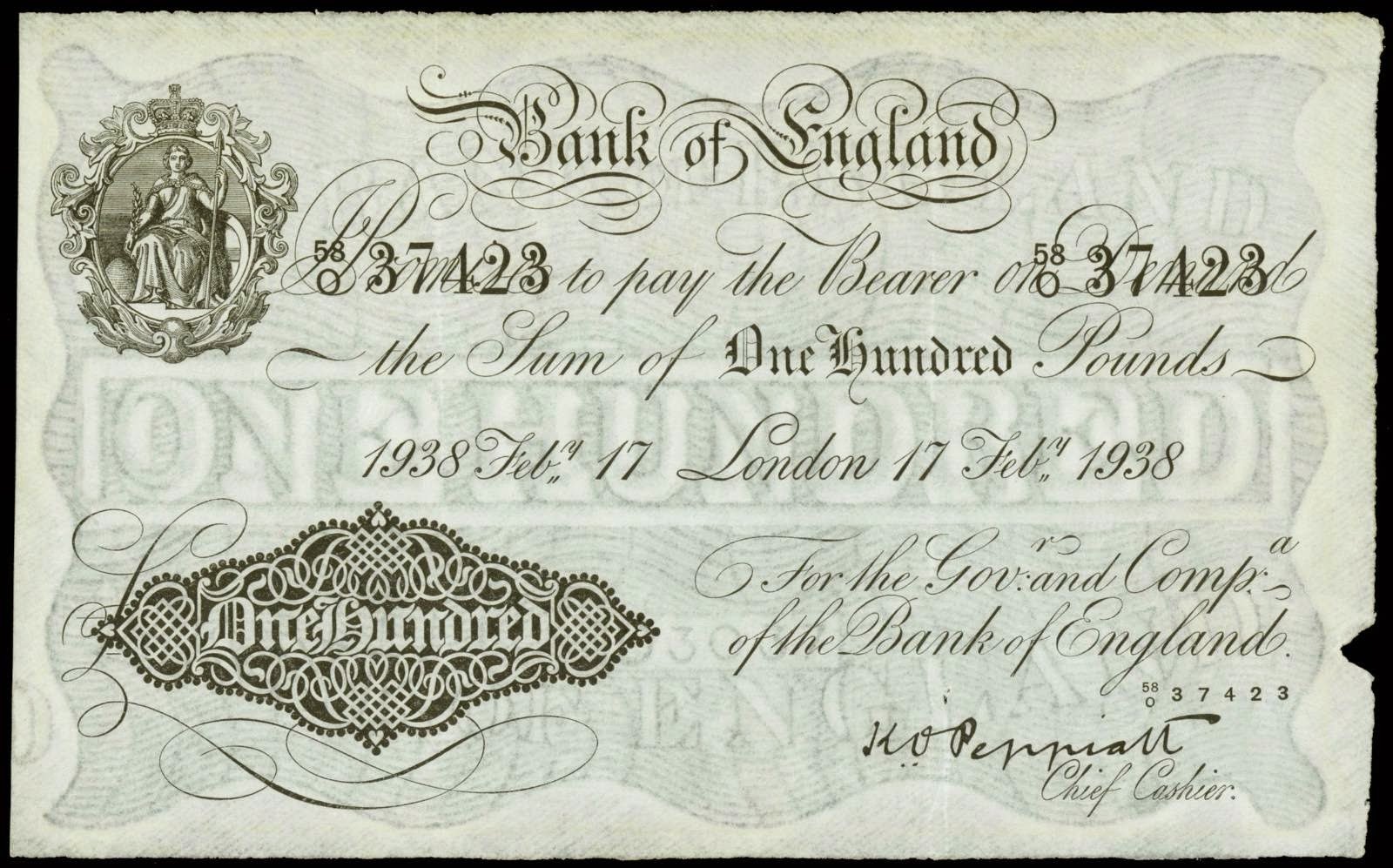
A Bank of England 1938-as fehér 100 fontosának előoldala, valós mérete: 211 X 133 mm.
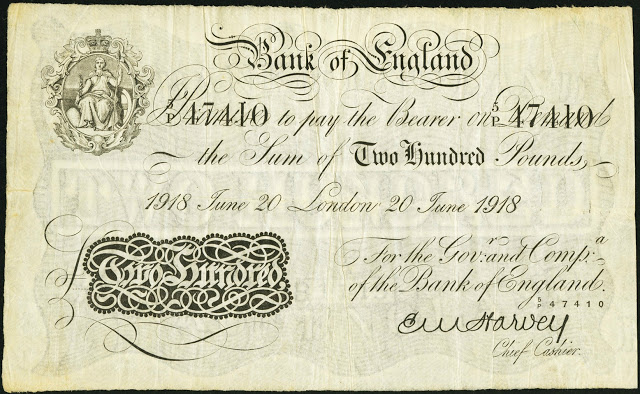
A Bank of England 1918-as fehér 200 fontos bankjegye, E.M. Harvey főpénztáros aláírásával. Mérete: 211 x 133 mm.
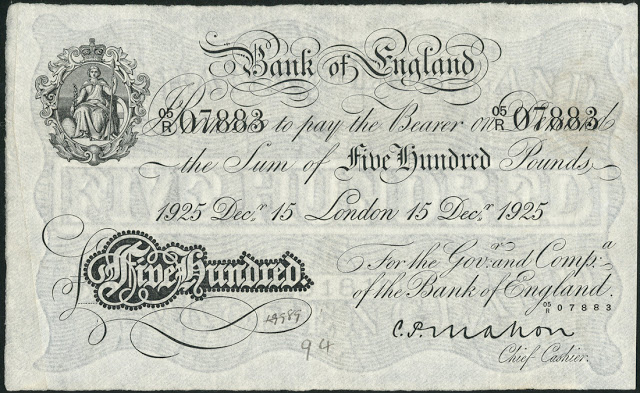
A Bank of England 1925-ös fehér 500 fontos bankjegye, C.P. Mahon főpénztáros aláírásával. Mérete: 211 x 133 mm.
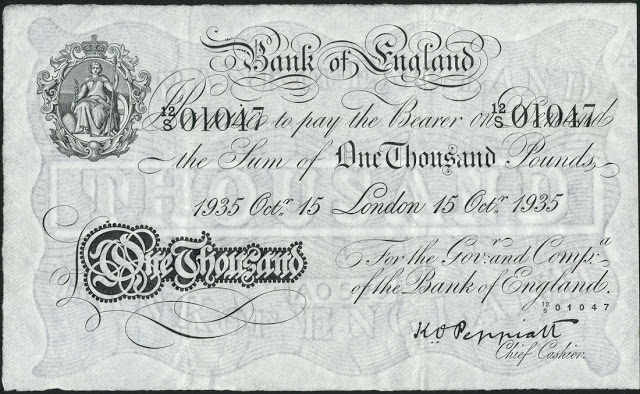
A Bank of England 1935-ös fehér 1000 fontos bankjegye, K.O. Peppiatt főpénztáros aláírásával. Mérete: 211 x 133 mm.

### £1.000.000 és £100.000.000
Minden, a Skóciában és Észak-Írországban a kereskedelmi bankok által kibocsátott bankjegynek rendelkeznie kell a Bank of England-nál, angol bankjegyekben, készpénzben letétbe helyezett fedezettel. A kibocsátott bankjegyek nagy száma miatt kényelmetlen és nehézkes lenne a megszokott címletekben tartani ezt a tartalékot. Erre használják az 1 000 000 (óriás) és a 100 000 000 fontos (titánok) címleteket. Ezt csak a bankon belül használják, és nem kerül ki a forgalomba.